# Стойчо Атанасов
Стойчо Атанасов е български футболист, роден на 15 ноември 1997 г. в Бургас.

## Кариера
Юноша на Черноморец (Бургас) от 2005 г. до 2014 г. Играе като десен защитник, дебютира през сезон 2014/15, а през следващия сезон е привлечен в Литекс (Ловеч). През лятото на 2016 преминава в ЦСКА (София), като играе както за дублиращия, така и за мъжкия състав, през първия си сезон. Дебютира за "армейците" на 29 юли 2016 при победата с 2:0 над Славия (София). През следващите два сезона е част от първия състав на "армейците".
Записва 3 мача за националния тим до 17 години, 6 мача за този до 19 години и 5 мача за тима до 21 години.